# Rafael Aixada
Rafael Aixada (Sant Feliu de Guíxols, siglo XVI) fue un marino español que llegó al grado de almirante.
Como teniente general de las galeras de Carlos I participó en el sitio de Argel de 1541, campaña en la que salvó la vida del rey durante el transcurso de la acción.